# Ramne (Ohrid)
Ramne (macedónul: Рамне) település Észak-Macedóniában, a Délnyugati körzet Ohridi járásában.

## Népesség
| Lakosok száma | 326  | 357  | 407  | 279  | 65   | 638  | 589  | 632  | 617  |
|               | 1948 | 1953 | 1961 | 1971 | 1981 | 1991 | 1994 | 2002 | 2021 |

2002-ben 632 lakosa volt, akik közül 594 macedón, 11 török, 6 szerb, 2 albán, 2 vlach és 17 egyéb.